# Episodi di Fringe (quinta stagione)
La quinta e ultima stagione della serie televisiva Fringe, composta da 13 episodi, è stata trasmessa in prima visione assoluta negli Stati Uniti d'America da Fox dal 28 settembre 2012 al 18 gennaio 2013.
In Italia la stagione è stata trasmessa in prima visione dalla piattaforma pay Mediaset Premium dal 17 febbraio al 12 maggio 2013: i primi 7 episodi sono andati in onda su Steel, mentre gli ultimi 6 episodi sono stati trasmessi da Premium Action. In chiaro è stata trasmessa da Italia 2 dal 9 maggio al 10 giugno 2014.
In questa stagione, ambientata in un futuro distopico dominato dagli Osservatori, la sigla, caratterizzata da una colorazione molto cupa rispetto a quelle precedenti, mostra un impulso elettrico: l'inquadratura si allontana, andando a mostrare quelli che sembrerebbero neuroni. Dopodiché l'inquadratura si allontana ancora, "fuoriuscendo" da un cervello e quindi dalla testa di un uomo mostrato di spalle; un ulteriore allontanamento rivela che è parte di una folla di persone e che sono tutti all'interno di un campo di concentramento. Il logo Fringe è rappresentato come se fosse realizzato in pietra.
| nº | Titolo originale                                      | Titolo italiano                  | Prima TV USA      | Prima TV Italia  |
| -- | ----------------------------------------------------- | -------------------------------- | ----------------- | ---------------- |
| 1  | Transilience Thought Unifier Model-11                 | Unificatore di pensieri          | 28 settembre 2012 | 17 febbraio 2013 |
| 2  | In Absentia                                           | Il mondo è cambiato              | 5 ottobre 2012    | 24 febbraio 2013 |
| 3  | The Recordist                                         | L'archivista                     | 12 ottobre 2012   | 3 marzo 2013     |
| 4  | The Bullet That Saved the World                       | La pallottola che salvò il mondo | 26 ottobre 2012   | 10 marzo 2013    |
| 5  | An Origin Story                                       | Il prologo                       | 2 novembre 2012   | 17 marzo 2013    |
| 6  | Through the Looking Glass and What Walter Found There | Attraverso lo specchio           | 9 novembre 2012   | 24 marzo 2013    |
| 7  | Five-Twenty-Ten                                       | La combinazione                  | 16 novembre 2012  | 31 marzo 2013    |
| 8  | The Human Kind                                        | Genere umano                     | 7 dicembre 2012   | 7 aprile 2013    |
| 9  | Black Blotter                                         | Tampone nero                     | 14 dicembre 2012  | 14 aprile 2013   |
| 10 | Anomaly XB-6783746                                    | Anomalia XB-6783746              | 21 dicembre 2012  | 21 aprile 2013   |
| 11 | The Boy Must Live                                     | La prova vivente                 | 11 gennaio 2013   | 28 aprile 2013   |
| 12 | Liberty                                               | L'isola della libertà            | 18 gennaio 2013   | 5 maggio 2013    |
| 13 | An Enemy of Fate                                      | Nemico del destino               | 18 gennaio 2013   | 12 maggio 2013   |

## Unificatore di pensieri
- Titolo originale: Transilience Thought Unifier Model-11
- Diretto da: Miguel Sapochnik e Jeannot Szwarc
- Scritto da: J. H. Wyman

### Trama
Per fronteggiare l'invasione degli Osservatori, Peter, Walter e Astrid, accompagnati da Henrietta, riescono a ritrovare Olivia, imprigionata nell'ambra, e a portarla in salvo. Olivia era stata presa dai "profanatori delle tombe di ambra" e in seguito acquistata da Markham, il libraio amico di Peter. Durante la fuga dall'appartamento di Markham, Walter viene catturato dagli Osservatori che lo portano nel loro quartier generale dove Windmark lo tortura mentalmente per scoprire il suo piano per distruggerli.
Intanto, Olivia si è risvegliata e viene messa al corrente della situazione: madre e figlia si ricongiungono così dopo 21 anni. Henrietta porta il gruppo in un covo della resistenza, da due amici ribelli: questi individuano nell'oggetto che Olivia ha portato con sé un "unificatore di pensieri". Viene così attuato un piano per liberare Walter: i due ragazzi riescono a inscenare la morte di Peter che, grazie al ruolo di sua figlia nella Divisione Fringe, entra nel quartier generale degli Osservatori. Supportato da Olivia ed Etta, Peter riesce a salvare Walter che, arrivato a casa e messo in contatto con l'"unificatore di pensieri", si rende conto di non ricordare più niente relativo al piano che Settembre gli aveva messo in testa per distruggere gli Osservatori e salvare il mondo. Rimasto solo, Walter viene attratto da alcune luci fuori e, seguendole, si ritrova ad ascoltare musica e a piangere in un'auto abbandonata.
Dopo la loro intrusione, intanto, Windmark tramite i video di sorveglianza risale a Etta e scopre che è la figlia di Peter e Olivia.

## Il mondo è cambiato
- Titolo originale: In Absentia
- Diretto da: Jeannot Szwarc
- Scritto da: J. H. Wyman e David Fury

### Trama
La Squadra Fringe riesce a tornare a Harvard aggirando i controlli ma Walter, per proteggerla, aveva ambrato il laboratorio poco prima dell'invasione degli Osservatori; una telecamera ambrata fa pensare a Walter, privo della sua memoria, che potrebbero non esserci documenti riguardanti il suo piano e Settembre, bensì una videocassetta. Catturano un Lealista che si aggirava per i sotterranei e Olivia rimane impressionata dalla cattiveria con cui sua figlia tortura il prigioniero che aveva fatto invecchiare con un dispositivo chiamato Congegno del Messaggero. Mentre Walter e Peter sono impegnati a costruire un laser per estrarre gli oggetti dall'ambra, Olivia riesce a far parlare il Lealista, che rivela come superare i controlli per poter accedere alla sotto-stazione elettrica dell'Università. Etta porta via il Lealista per ucciderlo, ma ripensando alle parole di sua madre lo lascia andare. Liberata la telecamera dall'ambra, recuperano la videocassetta al suo interno; nel nastro Walter spiega il piano per salvare il mondo dagli Osservatori, che potrà essere portato a compimento solo dopo aver trovato tutte le videocassette che lo compongono.

## L'archivista
- Titolo originale: The Recordist
- Diretto da: Jeff T. Thomas
- Scritto da: Graham Roland

### Trama
Scoperta l'esistenza delle videocassette che, a quanto sembrerebbe dalla registrazione presente sul nastro recuperato dall'ambra, costituiscono i mattoni logici del piano ideato da Walter, lo scienziato e Astrid si mettono subito al lavoro, recuperando un'altra videocassetta: la numero tre. A quanto pare, Walter non le avrebbe distribuite in sequenza. Il video fornisce alla squadra Fringe delle coordinate, che corrispondono a un luogo ben preciso in Pennsylvania, luogo di cui naturalmente Walter non ricorda nulla. Recatisi lì, Peter e gli altri vengono accerchiati da un gruppo di uomini armati e minacciosi, che si mostrano palesemente portatori di un'anomalia genetica che agisce sulla pelle, calcificandola e facendole assumere le sembianze della corteccia di un albero. I prigionieri vengono condotti a quello che sembra il quartier generale degli aggressori, dove fanno la conoscenza di Edwin, il quale spiega che lo scopo della sua gente è, ed è sempre stato, quello di documentare ogni evento storico avvenuto in seguito alla comparsa degli Osservatori: in questo modo la storia non sarebbe stata modificata dagli oppressori a discapito dei vinti. Walter comprende che, evidentemente, il tassello del puzzle a cui faceva riferimento nella videocassetta lo avrebbe trovato all'interno dei dati raccolti da Edwin. Intanto un ragazzino chiede a Olivia di autografargli dei fumetti che lui stesso ha disegnato: l'ex Divisione Fringe era ormai diventata un'icona e i suoi componenti dei veri eroi, se non dei supereroi. Astrid, rimasta a Harvard, riesce a recuperare una breve e preziosa informazione incisa sul nastro: il salvatore del mondo deve localizzare uno scavo, corrispondente a una vecchia miniera d'oro. All'interno della miniera Etta e Peter individuano, con l'aiuto di Walter, l'epicentro dell'infezione, per poi avvertire i primi segni di contagio. Walter comincia a costruire una muta, che gli consentirà di accedere alla miniera d'oro senza rischiare la calcificazione per asfissia. In questo modo dovrebbe riuscire a recuperare le pietre che, secondo l'archivio di Edwin, potrebbero essere ciò che Walter stava cercando. Intanto Etta riceve una telefonata: Anil la avverte che gli Osservatori sono sulle loro tracce. Astrid riesce a scoprire che in realtà non si tratta di semplici pietre, ma di quarzo cristallizzato, il quale fungerebbe da fonte di energia per una sorta di arma. Edwin manda con l'inganno Peter e Olivia a barattare del rame (necessario per ultimare la muta) con l'accampamento vicino; decide quindi di sacrificarsi per recuperare il quarzo e, per una volta, "cambiare e non archiviare" la storia, diventando anch'egli un eroe.

## La pallottola che salvò il mondo
- Titolo originale: The Bullet That Saved the World
- Diretto da: David Straiton
- Scritto da: Alison Schapker

### Trama
Peter entra in un negozio di antiquariato per acquistare una collanina d'argento per Etta: un Osservatore s'insospettisce e lo costringe alla fuga. Tornato a Harvard, assiste al recupero di un'altra videocassetta che conduce a un binario sotterraneo della Penn Station di Newark. La zona risulta essere controllata da Lealisti e Osservatori, così Walter decide di creare un diversivo con i reperti dei vecchi casi Fringe. Windmark intanto tortura un falso Lealista, che lavora in realtà per l'agente Broyles; messo alle strette, l'ex colonnello dell'FBI riesce a informare Etta prima che gli Osservatori irrompano ad Harvard. La squadra Fringe "ambra" il laboratorio e si mette in marcia verso Newark: si fa largo tra la sorveglianza e recupera il tubo contenente i progetti a cui si faceva riferimento nel nastro. Terminata la missione, Broyles decide di incontrare i vecchi amici, ma proprio in quel momento irrompono gli Osservatori e il gruppo si separa. La squadra Fringe viene stanata ed Etta viene uccisa da Windmark. Etta muore tra le braccia dei genitori, dopo aver attivato un dispositivo ad antimateria che cancella dallo spazio-tempo l'edificio in cui si trova, insieme ad alcuni nemici. Olivia recupera la collana di Etta con la pallottola che l'aveva a sua volta "uccisa": Peter fissa il vuoto, non riuscendo a perdonarsi di aver perso la figlia una seconda volta.

## Il prologo
- Titolo originale: An Origin Story
- Diretto da: P. J. Pesce
- Scritto da: J. H. Wyman

### Trama
La resistenza ha catturato un Osservatore e recuperato un cubo che apre un portale sul futuro attraverso il quale gli Osservatori ricevono componenti per le macchine che aumentano il livello di anidride carbonica dell'aria. Spinto dallo spirito di vendetta per l'uccisione di Etta, Peter decide di distruggere il portale attraverso un'esplosione che, secondo la teoria di Walter, creerebbe un buco nero dall'altro lato, dove vivono gli Osservatori. Il cubo è una grande fonte di energia e se assemblato non correttamente potrebbe generare una enorme esplosione. Peter assembla il cubo guidato dall'osservazione delle reazioni della pupilla dell'Osservatore prigioniero, convinto che la pupilla dilatata garantisca sicurezza, mentre la pupilla contratta segnali pericolo. Nel frattempo Astrid decifra il taccuino dell'Osservatore individuando luogo e ora della prossima apertura del portale.
Peter e Olivia attivano il proprio cubo poco prima degli Osservatori e provocano l'esplosione secondo il piano, ma senza risultato. L'Osservatore prigioniero informa Peter che il loro piano non è riuscito perché l'assemblaggio del cubo non è stato effettuato correttamente, poiché l'osservazione della pupilla è un metodo impreciso. Peter decide quindi di estrarre il piccolo congegno che l'Osservatore ha innestato nella nuca e di impiantarlo su di sé mentre l'Osservatore pare morire.

## Attraverso lo specchio
- Titolo originale: Through the Looking Glass and What Walter Found There
- Diretto da: Jon Cassar
- Scritto da: David Fury

### Trama
Walter riesce a recuperare e visionare un'altra cassetta intrappolata nell'ambra; il video porta a una palazzina e a un particolare appartamento e vi sono inoltre delle istruzioni che (a detta sua della cassetta) andranno seguite alla lettera. Giunto sul posto, Walter trova un palazzo cadente, bombardato durante i tentativi di resistenza vent'anni prima; una volta nell'appartamento, lo si vede effettuare degli strani passi e sparire all'improvviso. Olivia e Peter intanto tornano a casa e trovano la videocamera; visionando il video capiscono che Walter è andato da solo a cercare il pezzo successivo del piano per annientare gli Osservatori e scoprono che Walter e Donald hanno creato una sacca extra-dimensionale in cui nascondere il pezzo; il video però si interrompe al passaggio di Walter nel portale. Arrivati anche loro nell'appartamento, Peter e Olivia entrano nella sacca dimensionale e scoprono che è un posto strano, dove le leggi della fisica, il tempo e lo spazio si comportano in modo strano. A quel punto la videocamera riprende a funzionare, mostrando la parte di filmato girata in quella strana dimensione. Walter intanto incontra Cecil, un topo d'appartamenti finito per sbaglio nella sacca; curiosamente Cecil afferma di essere lì da soli 5 giorni, ma è stato spinto dall'esplosione del bombardamento avvenuta 20 anni prima. Rincontratosi con Peter e Olivia, Walter visiona la parte nascosta del video e scoprono che il pezzo mancante era un ragazzino calvo, che Peter e Olivia hanno già conosciuto in un caso Fringe nella linea temporale originale. Il ragazzo è stato nascosto dietro una porta con uno strano glifo, mezza mela (ogni porta reca uno dei glifi della serie), ma nella stanza non c'è nessuno, solo una radiolina apparentemente fuori uso.
Nel frattempo due Osservatori raggiungono la sacca e il gruppo riesce a uscirne appena in tempo grazie a Peter che riesce a vedere il passaggio (cosa possibile grazie al congegno che si è auto innestato) e Olivia riesce a ucciderne uno con la pistola speciale che nella sacca non funzionava.
Nel tentativo di far fuggire gli altri, Peter cerca di trattenere l'Osservatore, riuscendo a lottare alla pari e sfruttando le sue stesse capacità.
I tre si ricongiungono, ma qualcosa sta cambiando in Peter.
- Riferimenti: il titolo dell'episodio richiama quello del romanzo Attraverso lo specchio e quel che Alice vi trovò di Lewis Carroll.

## La combinazione
- Titolo originale: Five-Twenty-Ten
- Diretto da: Eagle Egilsson
- Scritto da: Graham Roland

### Trama
Mentre Peter sfrutta le capacità del congegno che si è auto-impiantato per contrastare gli Osservatori, Walter, Astrid e Olivia estraggono un'altra videocassetta dall'ambra: da essa apprendono come recuperare due cilindri, custoditi in un palazzo progettato da Walter e William Bell. I quattro si recano sul posto e scoprono che l'accesso è bloccato dalle macerie. Mentre discutono sul da farsi, Anil chiama Peter dicendogli che il suo piano non è andato come previsto. Peter si congeda dal gruppo, suscitando i sospetti di Olivia mentre Walter fa visita a Nina Sharp, per trovare un modo per rimuovere le macerie: Nina li aiuta e, congedandosi, mette in guardia Walter, rivedendo in lui lo stesso uomo arrogante che era prima che si facesse asportare i frammenti di cervello. Nel frattempo Peter, con l'aiuto di Anil, uccide tre Osservatori, prevedendo le loro mosse. Il gruppo si ricongiunge: entrati finalmente nell'edificio, trovano la cassaforte di Bell. Walter riesce ad aprire la cassaforte che però contiene solo una foto di Nina e un dispositivo metallico che una volta in mano a Peter si attiva facendo apparire i due cilindri. Usciti dall'edificio Peter si separa nuovamente dal gruppo, mentre Walter chiede di tornare da Nina per ridarle la foto e chiederle di asportargli nuovamente i frammenti di cervello. Tornati a Boston, Olivia si reca nell'appartamento di Etta, dove trova Peter intento a scrivere su delle lavagne orari e luoghi; il ragazzo le rivela di essersi impiantato il dispositivo degli Osservatori e di avere come prossimo obiettivo Windmark. Inorridita dalla sempre più spaventosa somiglianza di Peter con gli Osservatori, Olivia lascia l'appartamento mentre Peter, interrompendo per un secondo i suoi calcoli, si accorge di perdere grosse ciocche di capelli.

## Genere umano
- Titolo originale: The Human Kind
- Diretto da: Dennis Smith
- Scritto da: Alison Schapker

### Trama
Mentre Peter cerca di uccidere Windmark, Olivia cerca un magnete che li dovrebbe aiutare nella lotta contro gli Osservatori. Cercando di recuperare il magnete, conosce una strana signora di nome Simone che le dice che la stava aspettando da molto tempo.
Tornando verso Boston con il magnete, viene fermata con una trappola da due ladri, che la rapiscono e che avvisano Windmark per aver catturato la ricercata. Olivia però riesce a liberarsi da entrambi gli uomini, il primo dei quali usando la pallottola della catenina. Viene poi chiamata da Walter che la avvisa di dove si trovi Peter e di quali pericoli corra.
 Peter, cercando di organizzare l'uccisione di Windmark, viene raggiunto da Olivia che gli dice che il dispositivo che si è impiantato non gli farà provare più sentimenti e, se non se lo estirperà, si scorderà di lei e di Etta e alla fine l'uomo decide di espiantare il dispositivo per il suo bene. Intanto Windmark arriva nella piazza come aveva predetto Peter.

## Tampone nero
- Titolo originale: Black Blotter
- Diretto da: Tommy Gormley
- Scritto da: Kristin Cantrell

### Trama
La radio trovata nella sacca extra-dimensionale comincia a captare un messaggio. Astrid non è in grado di decifrarlo, così Olivia e Peter con l'aiuto di Anil tracciano il segnale che li conduce prima nel mezzo di un bosco (dove anni prima c'era stata una sparatoria e aveva perso la vita Sam Weiss), poi a una casa su un'isola in mezzo a un fiume. Qui si trova una coppia a cui, quasi vent'anni prima, Donald aveva affidato il giovane Osservatore (ribattezzato Michael), a sua volta prelevato dal micro-universo. Walter segue tutta la vicenda sotto l'effetto di un acido, il "tampone nero" (da qui il titolo dell'episodio), che si è somministrato poco prima che la radio cominciasse a emettere il segnale. Nelle sue visioni appaiono la sua assistente, lo dottoressa Warren che morì nell'incendio del suo laboratorio, che gli rammenta il fatto di non poter rinnegare la sua natura di assetato di sapere e di controllo, e una giovane Nina, la quale prova a convincerlo a resistere e a non tornare il Walter di un tempo. Il ragazzino viene così portato al laboratorio, mentre Walter è sull'orlo di una crisi e teme di non saper resistere alla sua indole di un tempo che tenta di riaffiorare.
- Riferimenti: uno dei momenti del trip da acido di Walter è rappresentato con una sequenza d'animazione, che è un omaggio ai cartoni surreali di Terry Gilliam usati negli spettacoli del gruppo comico inglese dei Monty Python (in particolare, durante gli intermezzi del Monty Python Flying Circus).

## Anomalia XB-6783746
- Titolo originale: Anomaly XB-6783746
- Diretto da: Jeffrey G. Hunt
- Scritto da: David Fury

### Trama
Olivia tenta di comunicare con Michael attraverso la scrittura, ma il piccolo Osservatore non risponde ad alcuno stimolo esterno. Inoltre, il congegno di cui gli invasori si servono per potenziare le proprie abilità neurali non risulta impiantato nel cervello del giovane. Olivia cerca aiuto da Nina, compromettendo così la sua copertura; il gruppo porta Michael dall'ex capo della Massive Dynamic e questa a sua volta li conduce a un laboratorio "nero", ceduto alla Resistenza per studiare gli Osservatori. Nina inoltre spiega a un preoccupato Peter che le probabilità di perdere il padre sono alte, sia se venisse operato, sia se dovesse emergere definitivamente la natura del Walter originario.
 Giunti al laboratorio, Nina spiega che per comunicare con Michael si deve utilizzare il dispositivo ECOG (Traduttore Elettro-Cognitivo), capace di "interpretare" i pensieri di un Osservatore; la macchina però non riesce a decodificare i pensieri di Michael, che elabora le informazioni in maniera sconosciuta. Decidono così di metterlo direttamente in contatto con uno del gruppo, per risvegliare le sue abilità empatiche latenti; per poter attuare il nuovo esperimento cercano un adattatore neurale, che poteva essere recuperato grazie all'aiuto del dott. Hastings, addetto agli archivi della Massive Dynamic. Giunti al deposito, scorgono il dottore torturato da Windmark, lo liberano, quindi vengono informati che gli Osservatori sanno dove si trovano Nina e Michael. Al laboratorio nero, Nina, di fronte a Windmark, si suicida per evitare che il capo degli Osservatori le legga la mente; prima di morire, Windmark le confessa che il bambino non è speciale ma è un'anomalia, classificata come XB-6783746, e non è nemmeno un bambino. Tornati al laboratorio, il gruppo scopre l'accaduto: Michael, sotto gli occhi allibiti dei presenti, piange per la morte di Nina, dimostrando di essere in grado di provare emozioni. Più tardi, collegando l'ECOG tra le menti di Michael e Walter, lo scienziato scopre che Donald è in realtà Settembre.

## La prova vivente
- Titolo originale: The Boy Must Live
- Diretto da: Paul Holahan
- Scritto da: Graham Roland

### Trama
Walter decide di entrare nella vasca di deprivazione sensoriale per cercare di ricordare dove possa trovarsi Donald e riesce a capire che potrebbe essere in un appartamento nei pressi di New York. Olivia, Walter, Peter e Michael si recano sul posto e in un appartamento trovano Donald che, meravigliato di vederli, li fa entrare. Qui Donald spiega di esser stato catturato come traditore ed aver subito un esperimento di de-evoluzione che lo ha portato a diventare un normale essere umano. Spiega che Michael è un prototipo errato di Osservatore ideato nel futuro, che avrebbe dovuto essere completamente privo di emozioni di qualunque genere per far posto all'intelligenza, ma non funzionò con lui, poiché può provare empatia, compassione, amore e altri sentimenti. Oltre a essere un'anomalia per gli altri Osservatori, in realtà Michael è figlio di Settembre, che da sempre cercava di proteggerlo. Donald, quindi, spiega il piano per sconfiggere gli invasori: consisterebbe nel rimandare nel futuro Michael attraverso una macchina, che devono riuscire a costruire, nel momento antecedente alla creazione degli Osservatori per far capire che è possibile avere emozioni e intelligenza elevata nello stesso cervello, e Michael ne è la prova. Così una volta inviato nel futuro, gli Osservatori non esisterebbero e la storia verrebbe riscritta. Decidono quindi di andare a recuperare un pezzo fondamentale per il piano e Donald spiega a Walter che dovrà sacrificarsi per far sì che questo piano funzioni, e che è stato lo stesso Walter, 21 anni prima, a dirgli che sarebbe stato disposto a sacrificarsi per salvare il mondo. Windmark intanto scopre che Donald è insieme ai fuggitivi ed entra nel suo appartamento e, capendo che si trovano tutti ancora nei paraggi, fa bloccare tutte le strade. Walter, Olivia, Peter e Michael si trovano quindi a dover prendere un treno per poter tornare al laboratorio ma, mentre salgono sul treno, Michael scende e si lascia prendere dai Lealisti che lo portano da Windmark.

## L'isola della libertà
- Titolo originale: Liberty
- Diretto da: P. J. Pesce
- Scritto da: Alison Schapker

### Trama
Windmark cerca di leggere la mente di Michael, inutilmente: ordina così di condurre degli esami approfonditi sul piccolo Osservatore. Broyles viene a conoscenza del fatto che Michael è a Liberty Island. Il gruppo cerca di capire come muoversi: Olivia chiede che le sia iniettato del Cortexiphan, per poter attraversare la soglia dei due universi, prendere Michael in base alle coordinate di Liberty Island, e tornare. L'universo alternativo - dove l'altra Olivia (che ha 21 anni più di lei) è sposata con l'agente Lee - è senza Osservatori. Giunta faticosamente dall'altra parte, riesce a prelevare Michael. Nel frattempo Settembre costruisce la macchina che permetterà a Michael di viaggiare nel tempo fino al 2167, chiedendo aiuto al suo ex-collega Dicembre per un elemento mancante. Nel frattempo Windmark, animato dall'odio verso i ribelli, capisce che Broyles trasmette informazioni alla resistenza.

## Nemico del destino
- Titolo originale: An Enemy of Fate
- Diretto da: J. H. Wyman
- Scritto da: J. H. Wyman

### Trama
Mentre Osservatori e Lealisti sono sulle tracce di Broyles, il team è a buon punto con il piano. Peter viene a sapere che qualcuno dovrà viaggiare con Michael e parlare con gli scienziati che hanno generato la tecnologia che in futuro porterà agli Osservatori, e questo ruolo spetta a Walter; in seguito, Donald decide però di prendere il posto dell'uomo. Nel frattempo Dicembre viene trovato impiccato nel suo appartamento; il gruppo decide quindi di creare un cunicolo spazio-temporale avvalendosi dei cubi e dei magneti per le spedizioni degli Osservatori dal futuro. Peter e Olivia scatenano così diverse infezioni biologiche nel sistema di ventilazione dell'edificio, riuscendo anche a salvare Broyles. Durante uno scontro a fuoco per distrarre i Lealisti e gli Osservatori, la resistenza attiva il passaggio spazio-temporale verso il 2167. Windmark tenta di fermarli: nello scontro prima Peter poi Olivia vengono messi fuori gioco, ma quando tutto sembra perduto, Olivia usa i suoi poteri dovuti alla precedente assunzione del Cortexiphan per schiacciare Windmark tra due pick-up. Mentre continua lo scontro, Walter prende il posto di Donald, rimasto ucciso proprio mentre stava per varcare la soglia, e assieme al bambino varca la soglia temporale, riscrivendo così gli eventi. Si torna così al 2015: l'invasione degli Osservatori non è mai avvenuta e Olivia, Peter e la piccola Henrietta sono al parco, dove tutto ha avuto inizio, ma ignari degli eventi accaduti. Quando tornano a casa, Peter trova una lettera di suo padre, con il disegno del tulipano bianco.